# Рукав Центавра
Рука́в Цента́вра (также рукав Щита или Щита-Центавра) — один из основных галактических рукавов Млечного Пути.

## Морфология

Структура Млечного Пути. Расположение Солнечной системы обозначено большой жёлтой точкой

Структуру галактики Млечный путь невозможно увидеть со стороны, и потому определить её морфологию невероятно трудно. Тем не менее, на основе данных о распределении звёзд с 1950-х годов предполагалось наличие четырёх крупных спиральных рукавов, хотя доказательства этого факта были неубедительными.
В 2008 году наблюдения с использованием космического телескопа Спитцер не смогли показать ожидаемую плотность скоплений красных гигантов в направлении созвездий Стрельца и Наугольника. В январе 2014 года в ходе 12-летнего исследования распределения и продолжительности жизни массивных звёзд и исследование распределения мазеров и рассеянных звёздных скоплений были обнаружены доказательства наличия четырёх спиральных рукавов.
Рукав Центавра является одним из двух крупных рукавов, выходящих из перемычки в центральной части галактики. Второй рукав называется рукав Персея. Рукав Центавра начинается, вероятно, с противоположной от Солнца стороны относительно центра галактики. Далее распространение рукава идёт между менее крупными рукавами Лебедя и Стрельца. От рукава отходят отростки, небольшие рукава. Крупные объекты рукава наблюдаются на расстояниях 46 000 и 67 000 световых лет от центра галактики. Вполне возможно, что рукав опоясывает галактику на 360°, но у других галактик такая протяжённая структура не наблюдается. Из-за галактической деформации рукав поднимается до 4° над галактическим диском.

## Объекты
Рукав находится в труднодоступной для наблюдения области, тем не менее, там наблюдаются крупные скопления звёзд, молекулярные облака, остатки вспышек сверхновых. Например, G007.47+00.05, PSR J11−0500, G305+ 04-26, G23.0-0.4, Danks 1 и 2 и др. Область, где рука Центавра соединяется с балджем, богата звездообразующими областями. В 2006 году там было обнаружено большое скопление новых звёзд, названное RSGC1, содержащее 14 красных сверхгигантов . В 2007 году всего в нескольких сотнях световых лет от RSGC1 была найдена группа из примерно 50 тыс. молодых звёзд под названием RSGC2. Считается, что этому скоплению меньше 20 миллионов лет, и оно содержит 26 красных сверхгигантов, самую большую группу таких звёзд. Также в этом регионе наблюдаются крупные скопления RSGC3 и Аликанте 8.